# Курт Еггерс
Курт Еґґерс (нім. Kurt Eggers; 10 листопада 1905, Берлін, Німецька імперія — 12 серпня 1943, Бєлгородська область, РРФСР) — німецький письменник, поет, політик і офіцер військ СС, оберштурмфюрер СС.

## Біографія
Син банківського службовця. В 1917 році батько відмовився відпустити Курта в кадетський корпус і відправив його на флот. В січні 1919 року Еґґерс разом із капітаном корабля і кількома товаришами вступив у добровольчу кавалерійську дивізію, брав участь у придушенні повстання спартакістів. Дивізія була причетна до вбивства Карла Лібкнехта і Рози Люксембург. Учасник Каппського заколоту. В 1920 році вступив у фрайкор, учасник штурму Санкт-Аннаберга. За жорстокість і запеклий антисемітизм одержав прізвисько «Еґґерс, убивця євреїв». Через прогули у зв'язку з участю в боях був виключений із школи.
В 1924 році поступив на службу в 3-й артилерійський полк рейхсверу в Франкфурті-на-Одері, згодом вирушив у Берлін на навчання. Вивчав санскрит, археологію, філософію і протестантську теологію в університетах Ростока, Берліна та Геттінгена. Після складання богословського іспиту був вікарієм в Нойштреліці і допоміжним пастором у Берліні. В 1931 році залишив церкву і зосередився на письменницькій діяльності. 
Завдяки своєму пристрасному націоналізму вступив у контакт з нацистами, став членом «Гуртка поетів» Геббельса. В 1933 році очолив радіо Лейпцига, в 1936 році — одне із відділень Головного управління СС з питань рас і поселень. Автор численних драм, гімнів, солдатських пісень і маршів. У творах Еґґерса розкриті расистські та антисемітські погляди автора.
Після Польської кампанії Еґґерс заявив про свій «войовничий ідеал» і вступив у війська СС як командир роти 5-ї танкової дивізії СС «Вікінг». Загинув у боях під Бєлгородом.

## Спадок
На честь Еґґерса назвали полк військових кореспондентів і пропагандистів СС.
У радянській зоні окупації Німеччини та НДР численні твори Еґґерса потрапили у список забороненої літератури.
Для багатьох правих екстремістів Еґґерс є прикладом безумовної військової відданості та стійкості.

## Сім'я
Був одружений, мав трьох синів. Правий екстремістський політик, письменник і  журналіст Свен Еґґерс — онук Курта Еґґерса.

## Нагороди
- Сілезький Орел  2-го і 1-го ступеня
- Німецький імперський спортивний знак в сріблі
- Цивільний знак СС
- Хрест Воєнних заслуг 2-го класу
- Залізний хрест 2-го класу
- Нагрудний знак «За танкову атаку» в сріблі
- Нагрудний знак «За поранення» в чорному
- Залізний хрест 1-го класу (посмертно)